# Otto Möller (Politiker, 1892)
Heinrich Otto Möller (* 26. August 1892 in Retterode; † 14. Januar 1978 in Rostock) war ein deutscher Agrarwissenschaftler und Parteifunktionär der DDR-Blockpartei NDPD.

## Leben
Otto Möller besuchte von 1907 bis 1911 die höheren Fachschulen für Wasserwirtschaft und Kulturtechnik in Kassel und Schleusingen. Nach dem Abschluss als Kulturbaumeister war er bis 1912 am Meliorationsbauamt in Düsseldorf tätig. Anschließend war er bis 1914 Assistent an der Landwirtschaftskammer in Halle. Von 1919 bis 1945 war er Leiter der Abteilung Kulturtechnik und Grünland der Landwirtschaftskammer in Rostock. Dort gehörte er von 1924 bis 1933 einer Freimaurerloge an.
Von 1933 bis 1945 war er Abteilungsleiter bzw. Referent für Acker- und Pflanzenbau in der Landesbauernschaft Mecklenburg in Rostock (ab 1935 in Güstrow).
Nach dem Zweiten Weltkrieg war er kurzzeitig Abteilungsleiter der Kommandanturverwaltung Güstrow, danach Vizepräsident der Landesverwaltung Mecklenburg-Vorpommern. Von 1946 bis 1948 war er Minister für Landwirtschaft und Forst des Landes Mecklenburg.
1948 übernahm er den Lehrstuhl und die Leitung des Instituts für Landeskultur und Melioration an der Universität Rostock. Von 1950 bis 1952 war er Hauptabteilungsleiter der Staatlichen Plankommission der DDR. Anschließend leitete er bis 1955 das Amt für Wasserwirtschaft der DDR, danach bis 1960 das Institut für Meliorationswesen an der Universität Rostock. 1967 bekam Möller den Ehrendoktortitel Dr. arg. h. c. und 1972 die Ehrennadel der Universität Rostock.

## Parteien und Organisationen
Otto Möller gehörte in den 1920er Jahren der DDP an. Von 1932 bis zum Austritt 1933 war er Mitglied im Stahlhelm.
1945 trat er zunächst in die CDU ein, wechselte aber 1948 in die NDPD, deren Hauptvorstand er ab 1949 angehörte. Von 1949 bis 1950 war er außerdem stellvertretender Vorsitzender des Landesvorstandes. Er war von 1950 bis 1963 Abgeordneter der Volkskammer.
Otto Möller war von 1954 bis 1958 Mitglied des Nationalrates und von 1956 bis 1968 Vorsitzender des Bezirksausschusses Rostock der Nationalen Front.

## Auszeichnungen
1957 erhielt er den Vaterländischen Verdienstorden in Silber und 1972 in Gold. 1977 wurde er mit der Ehrenspange zum Vaterländischen Verdienstorden in Gold ausgezeichnet.